# Barnum Brown
Barnum Brown (Carbondale, 12 februari 1873 – New York, 5 februari 1963) was een Amerikaans paleontoloog. 
Brown staat bekend om zijn ontdekking van de eerste gedocumenteerde overblijfselen van Tyrannosaurus rex tijdens een carrière die hem een van de bekendste fossielenjagers maakte van het late Victoriaanse tijdperk en de vroege twintigste eeuw.
Barnum was het vierde kind van William Brown en Clarissa Silver. Hij had twee zussen: Alice Elisabeth en Clara Melissa. Zijn oudere broer Frank was een fan van Barnum's Great Traveling World's Fair van de showman en circusdirecteur Phineas Taylor Barnum en suggereerde dat zijn broertje de voornaam Barnum kreeg. Barnums vader was een succesvol rancher, landbouwer en vrachtrijder in Kansas. Hij gebruikte zijn ploegen ossen ook om de lagen kolen vrij te leggen waarnaar Carbondale vernoemd was en al als vijfjarige begon Barnum daarin fossielen te verzamelen.
- Bibliothèque nationale de France: cb16249136m (data)
- Gemeinsame Normdatei: 119463342
- International Standard Name Identifier: 0000 0000 2537 0797
- Library of Congress Control Number: n85146818
- Nationale Bibliotheek van Israël: 987007448486705171
- SNAC: w6ff41r4
- Système universitaire de documentation: 163851689
- Virtual International Authority File: 60517552
- WorldCat: E39PBJhmR74yGt77JfcF9PHV4q